# 422 Berolina
422 Berolina (mednarodno ime je tudi 422 Berolina) je asteroid, ki kaže lastnosti tipa D in tipa X (po Tholenu), v glavnem asteroidnem pasu. 

## Odkritje
Asteroid je odkril Carl Gustav Witt 8. oktobra 1896 v Berlinu. Imenuje se po latinskem imenu za Berlin.

## Lastnosti
Asteroid Berolina obkroži Sonce v 3,33 letih. Njegova tirnica ima izsrednost 0,214, nagnjena pa je za 4,998° proti ekliptiki .